# Действенный балет
Действенный балет (Ballet d’action) это гибридный жанр экспрессивного и символического балета, возникший в 18 веке благодаря хореографам Ж. Ж. Новерру и Ш. Дидло, которые сближали его с пантомимой. По словам театрального критика Теофиля Готье (1855) целью действенного балета было освободить действие от диалога и перенести его на качество движения для передачи действий, мотивов и эмоций. Экспрессия танцоров здесь была жизненно важным аспектом балетного действия. Стать воплощением эмоций или страсти посредством свободного выражения, движения и реалистичной хореографии было одной из главных целей этого танца. Часто в спектакле участвовали реквизит и предметы костюма, чтобы прояснить взаимодействие персонажей и их страсти. Примером может служить шарф из Тщетной предосторожности, который представляет собой любовь мужского персонажа и который женский персонаж принимает после застенчивого момента.